# Horismenus puttleri
Horismenus puttleri is een vliesvleugelig insect uit de familie Eulophidae. De wetenschappelijke naam is voor het eerst geldig gepubliceerd in 1981 door Grissell.